# Castello a Z

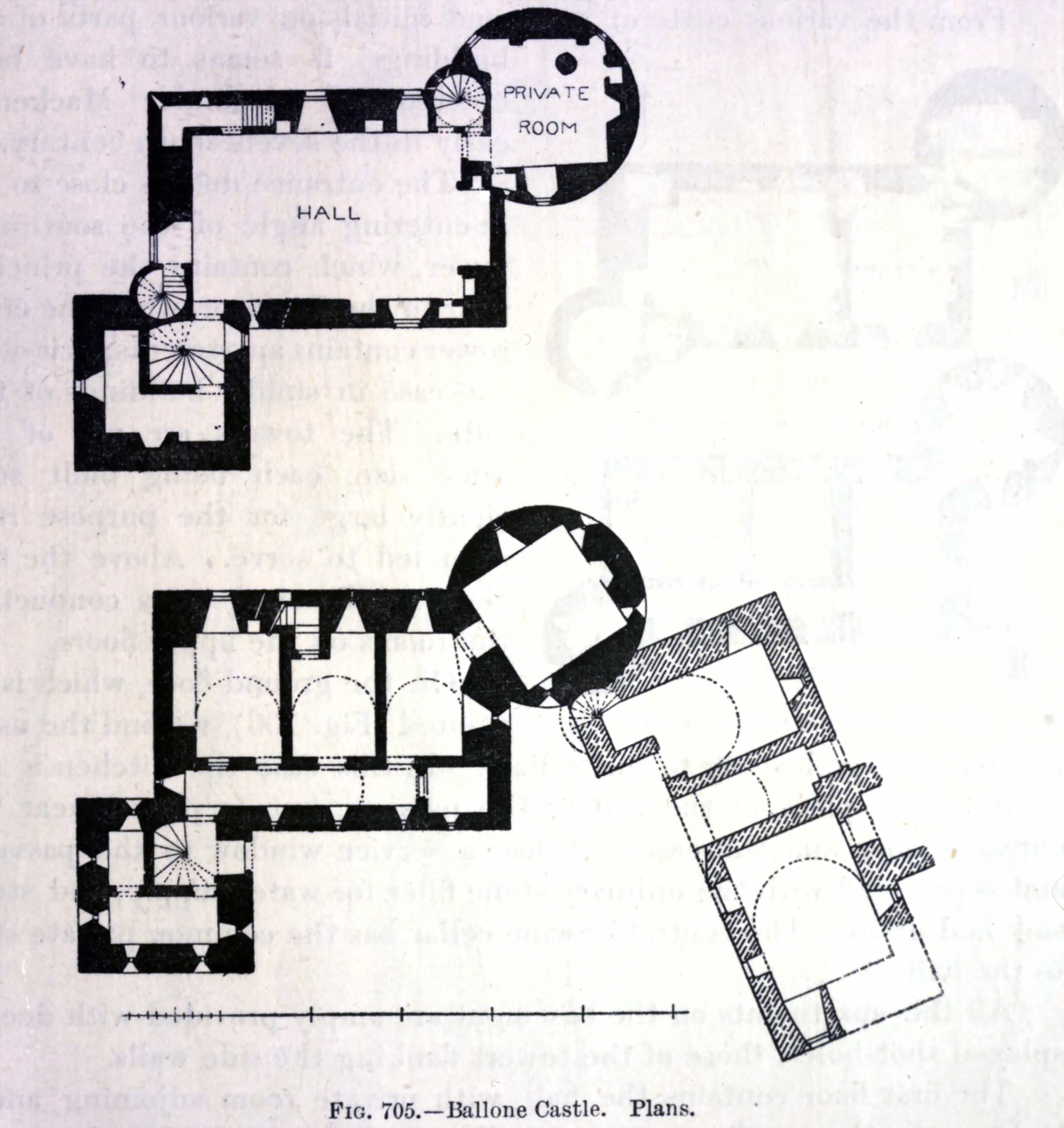
Mappa del castello di Ballone in Scozia, esempio di castello a Z

I castelli a Z sono comuni in Inghilterra e Scozia. La pianta a Z prevedeva una forte torre rettangolare centrale con piccole torri attaccate in diagonale agli angoli opposti.
Esemplari di castello a Z sono il castello di Glenbuchat ed il castello di Fraser nell'Aberdeenshire, ed il castello di Hatton, ad Angus, in Scozia.
Una variante del progetto a Z era il progetto a C, in cui le due piccole torri erano poste in angoli adiacenti alla torre principale.